# Планинско
Планинско е село в Южна България. То се намира в община Баните, област Смолян.

## География
Село Планинско се намира в планински район.

## Редовни събития
1. ↑  www.grao.bg